# Randolph Calvo
Randolph Roque Calvo (ur. 28 sierpnia 1951 w Hagåtña, Guam) – amerykański duchowny katolicki, biskup Reno w metropolii San Francisco w latach 2006–2021.

## Życiorys
Jest najmłodszy z siedmiorga rodzeństwa. Gdy był dzieckiem, jego rodzina osiadła w San Francisco, gdzie ukończył szkołę podstawową. Do kapłaństwa przygotowywał się w Mountain View i Menlo Park. 21 maja 1977 otrzymał święcenia kapłańskie. Skierowany został na dalsze studia do Rzymu, które ukończył doktoratem z prawa kanonicznego na Angelicum w 1986. Po powrocie do kraju pracował w Trybunale Archidiecezjalnym, a także jako wykładowca w Menlo Park. Był jednocześnie proboszczem w Redwood City.
23 grudnia 2005 papież Benedykt XVI mianował go ordynariuszem Reno w Nevadzie. Sakry udzielił mu metropolita George Niederauer.
20 lipca 2021 papież Franciszek przyjął jego rezygnację z pełnionej funkcji.